# Macuco (Casanare)
Macuco es el nombre de una vereda perteneciente a la jurisdicción del municipio de San Luis de Palenque, en el departamento colombiano de Casanare. Se encuentra ubicada muy cerca del casco urbano, sobre la vía que desde ese municipio conduce a Yopal. Tiene una extensión de 1184.42 ha. 
En esta vereda se desarrollan principalmente la ganadería y los cultivos de arroz,yuca, plátano ymaíz .
En esta vereda, se tiene el Camposanto más importante de municipio, luego del que hay en el área urbana. 